# Adolf Bělohoubek
Adolf Bělohoubek (10. prosince 1882 Kozojedy – 14. dubna 1942 Strašín), byl český malíř a restaurátor.

## Život
Narodil se poblíž města Rakovníka v osadě Kozojedy svobodné matce Aloisii Bělohoubkové. Studoval na pražské malířské akademii u prof. Schwaigra.
Před rokem 1903 se usadil na Smíchově a koncem roku 1906 se oženil s Otýlií Foudovou, ale za tři roky náhle ovdověl. Podruhé se oženil v polovině měsíce února roku 1915 a za ženu si vzal Boženu Horáčkovou z Kostomlat. Většinu profesního života zasvětil restaurování starých obrazů a zastával pozici ústavního restaurátora v Obrazárně Společnosti vlasteneckých přátel umění v Praze. K jeho blízkým spolupracovníkům patřili Vincenc Kramář a Bohuslav Slánský.
K jeho restaurátorským pracím náležely mimo jiných např. tzv. "Budňanský oltář" v kostele svatého Palmacia v Budňanech a gotický obraz Navštívení Panny Marie z kostela Matky Boží na Náměti v Kutné Hoře.

## Galerie

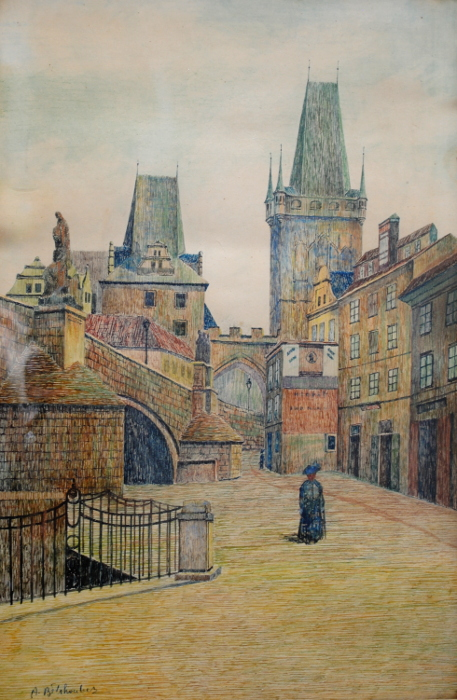
Mostecká věž (tuš, papír)
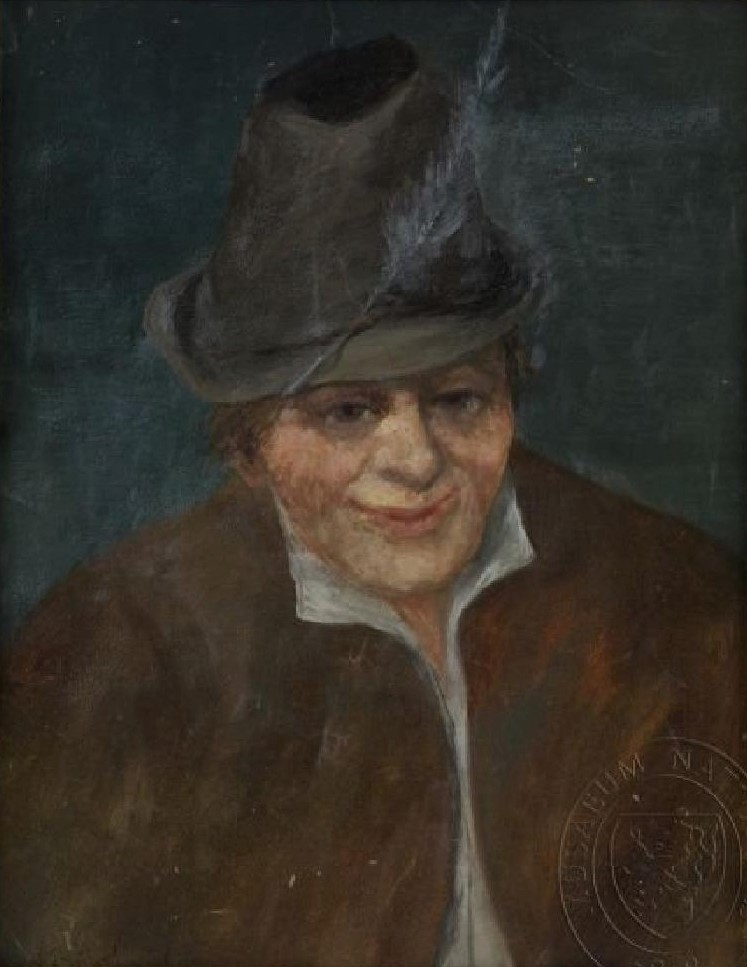
Neznámý tyrolský venkovan (asi 1900-1910)
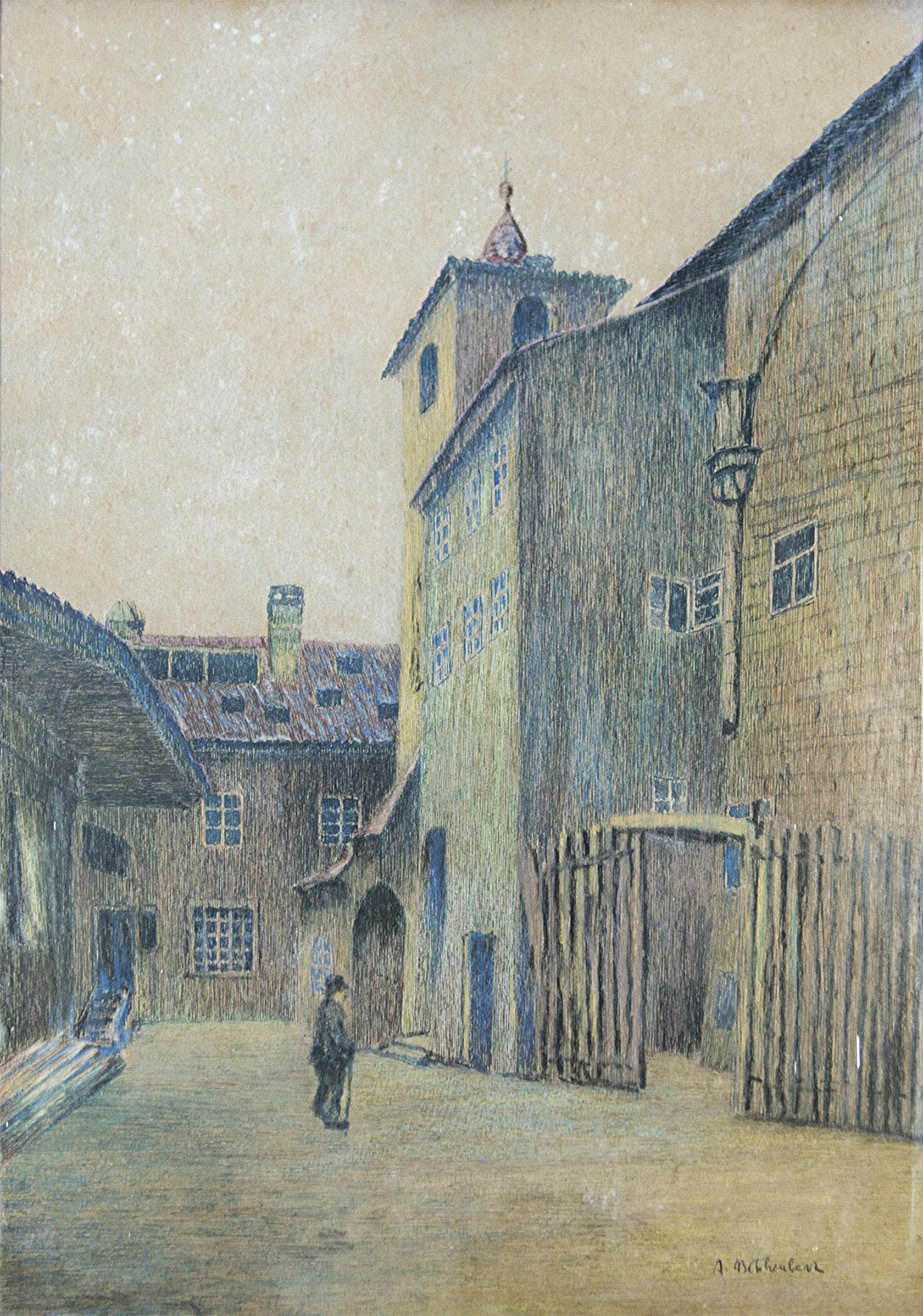
Pohled do ulice (akvarel)
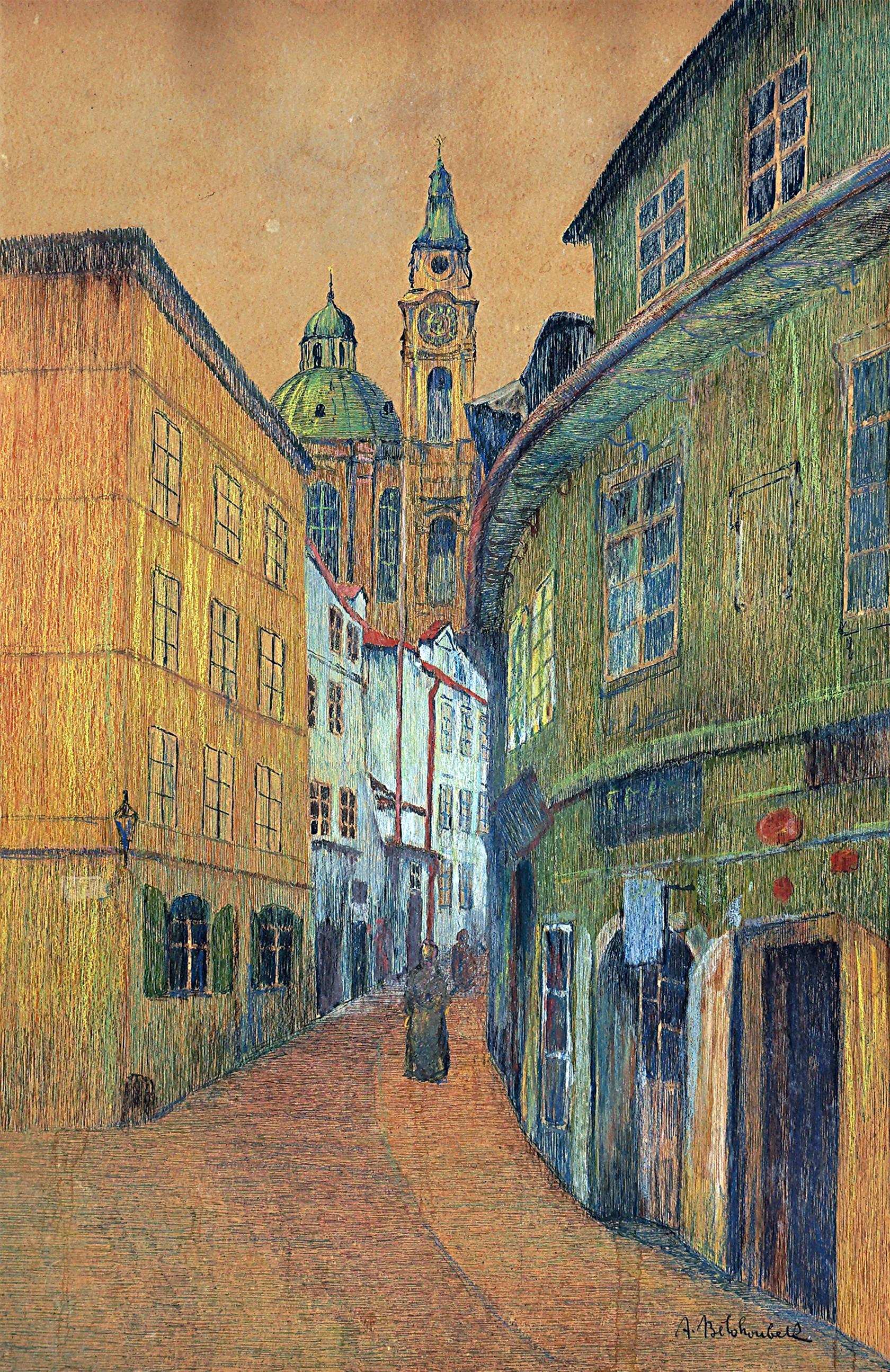
Ulička mezi domy (akvarel)